# Cedynia
Cedynia [t͜sɛˈdɨɲa] (deutsch Zehden) ist eine Kleinstadt im Powiat Gryfiński der polnischen Woiwodschaft Westpommern.

## Wappen
Als Wappen der Stadt Cedynia wurde das deutsche Wappen der Stadt Zehden übernommen. Aus diesem Grund trägt es noch den Märkischen Adler der preußischen Provinz Brandenburg.
Blasonierung: 
Das Wappen zeigt ein zweigeteiltes Wappenschild. Auf der linken Seite ist der Märkischen Adler (auch askanischer oder brandenburgischer Adler), dargestellt. Rechts zeigt das Schild das rote Richtrad des neumärkischen Zweig des Adelsgeschlechts von Uchtenhagen.

## Geographische Lage

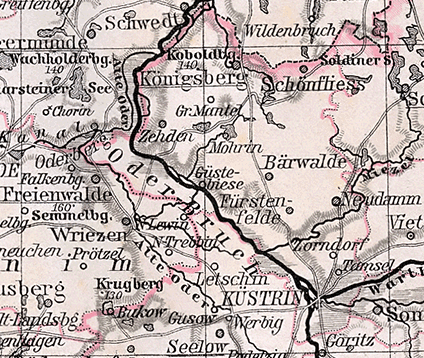
Zehden südwestlich von Königsberg Nm. und nördlich des Oderbruchs auf einer Landkarte von 1905

Die Stadt liegt in der Neumark, drei Kilometer östlich der Oder und 17 Kilometer nordöstlich der Stadt Bad Freienwalde (Oder), die über eine Oderbrücke erreichbar ist.

## Geschichte
Archäologische Forschungen haben ergeben, dass das Gebiet um Cedynia um 3500 v. Chr. besiedelt wurde. Etwa im 8. Jahrhundert v. Chr. entstand eine Burg, in deren Bereich erneut eine Siedlung angelegt wurde. Im Zuge der im 5. Jahrhundert beginnenden Völkerwanderung wurde das Gebiet entvölkert, ab dem 8. Jahrhundert wurde es von slawischen Stämmen in Besitz genommen.

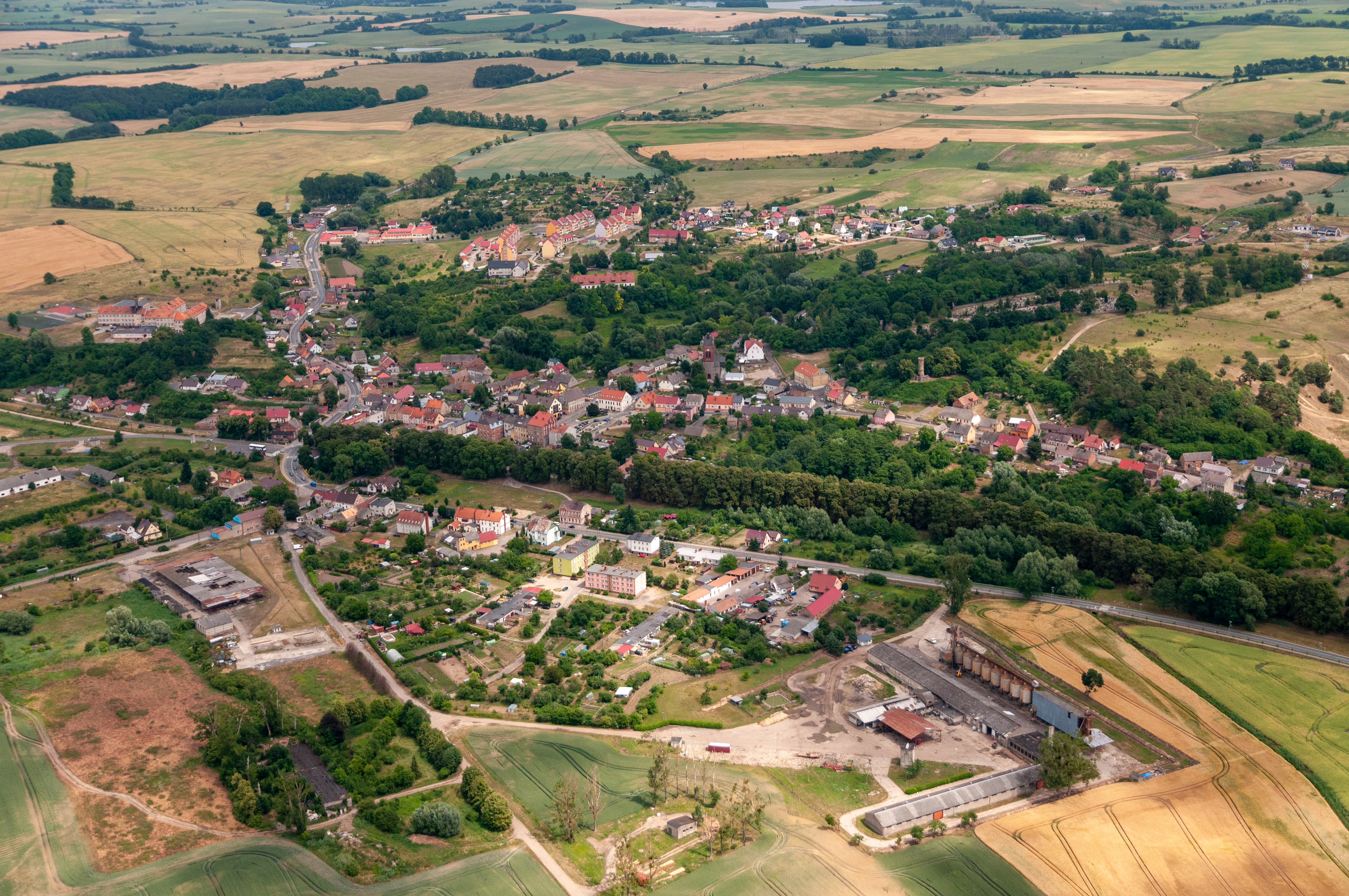
Luftbild von Cedynia

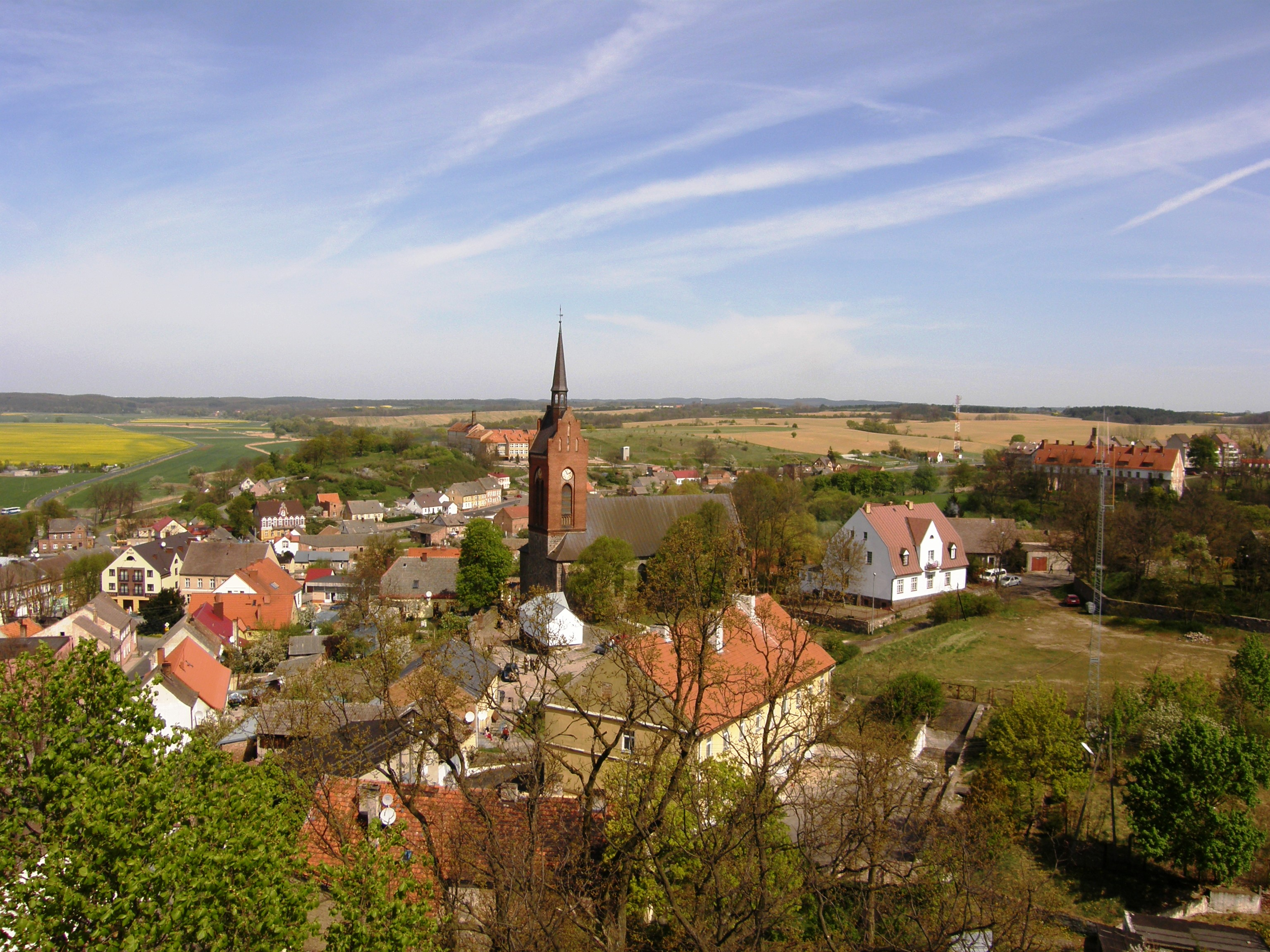
Altstadt mit der Kirche der Geburt der Heiligen Jungfrau Maria

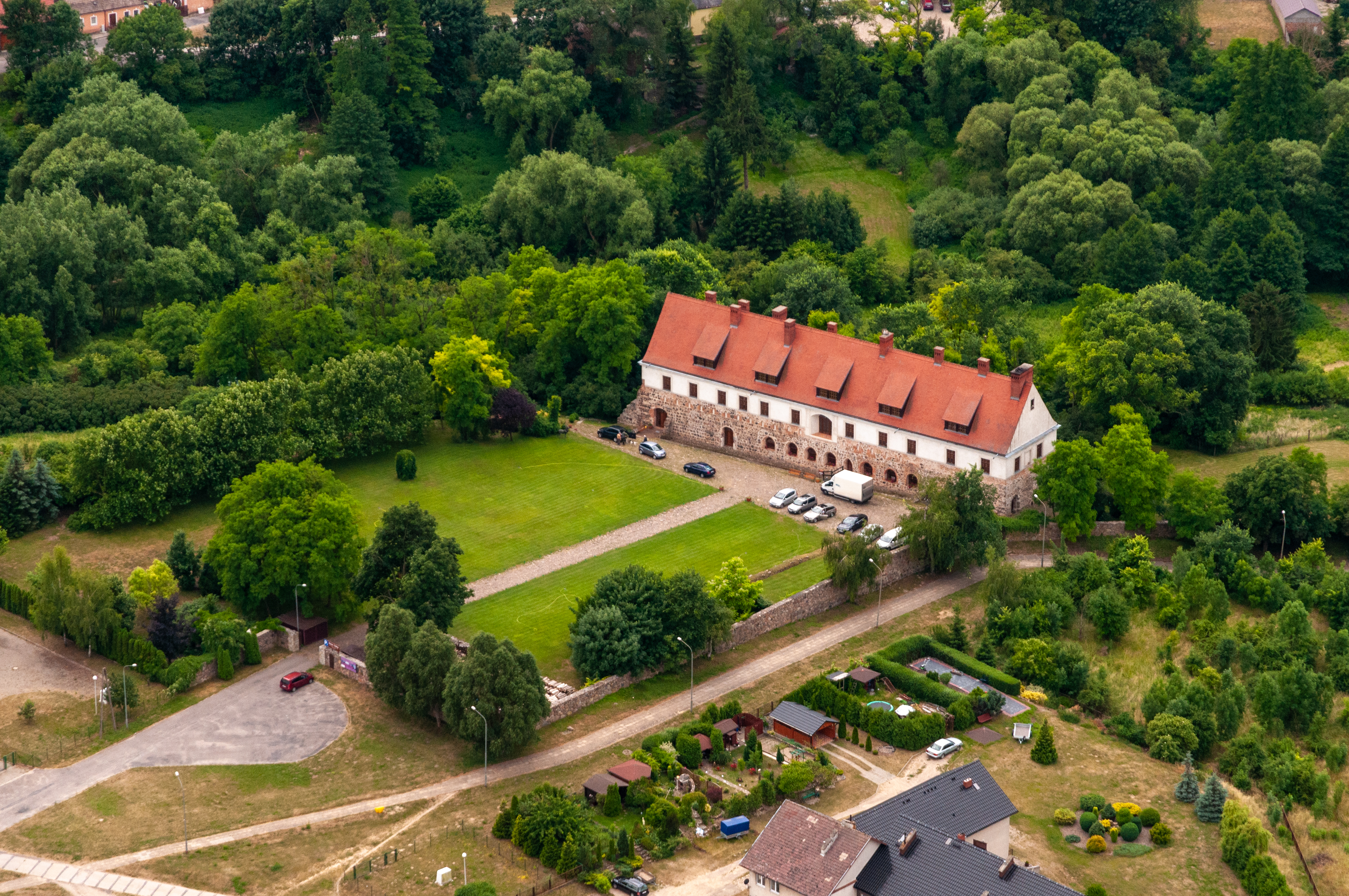
Kloster Cedynia

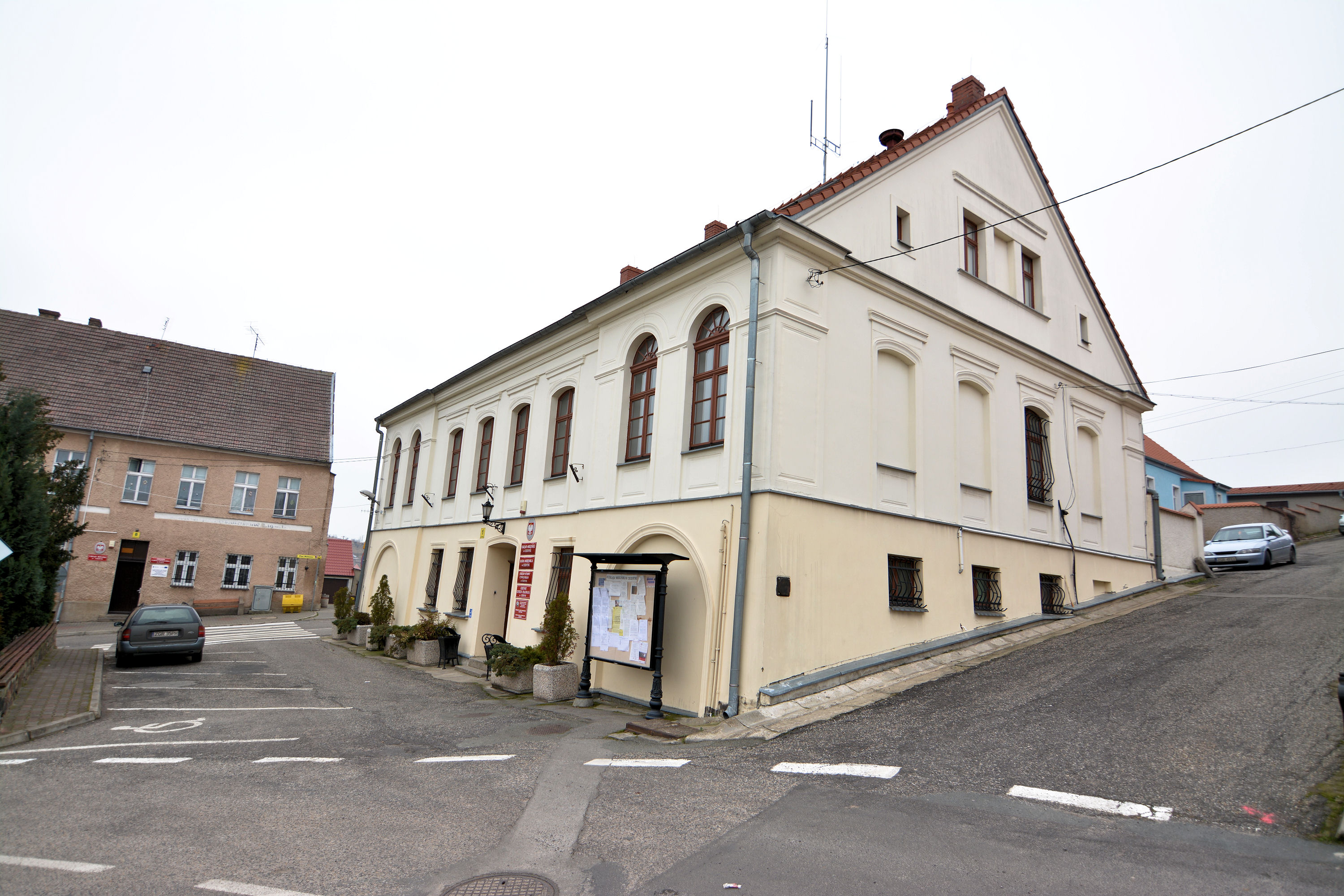
Zehdener Rathaus

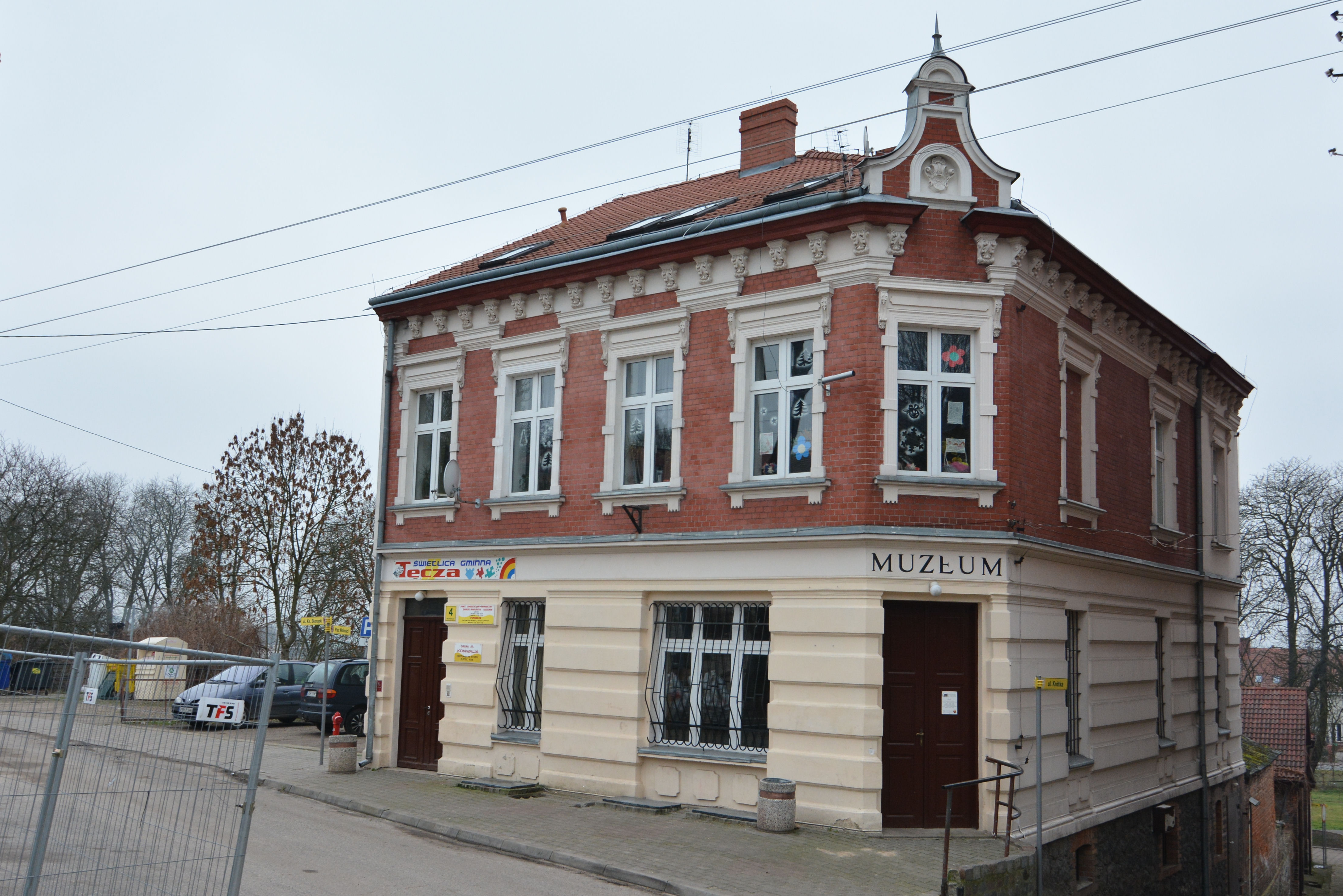
Regionalmuseum

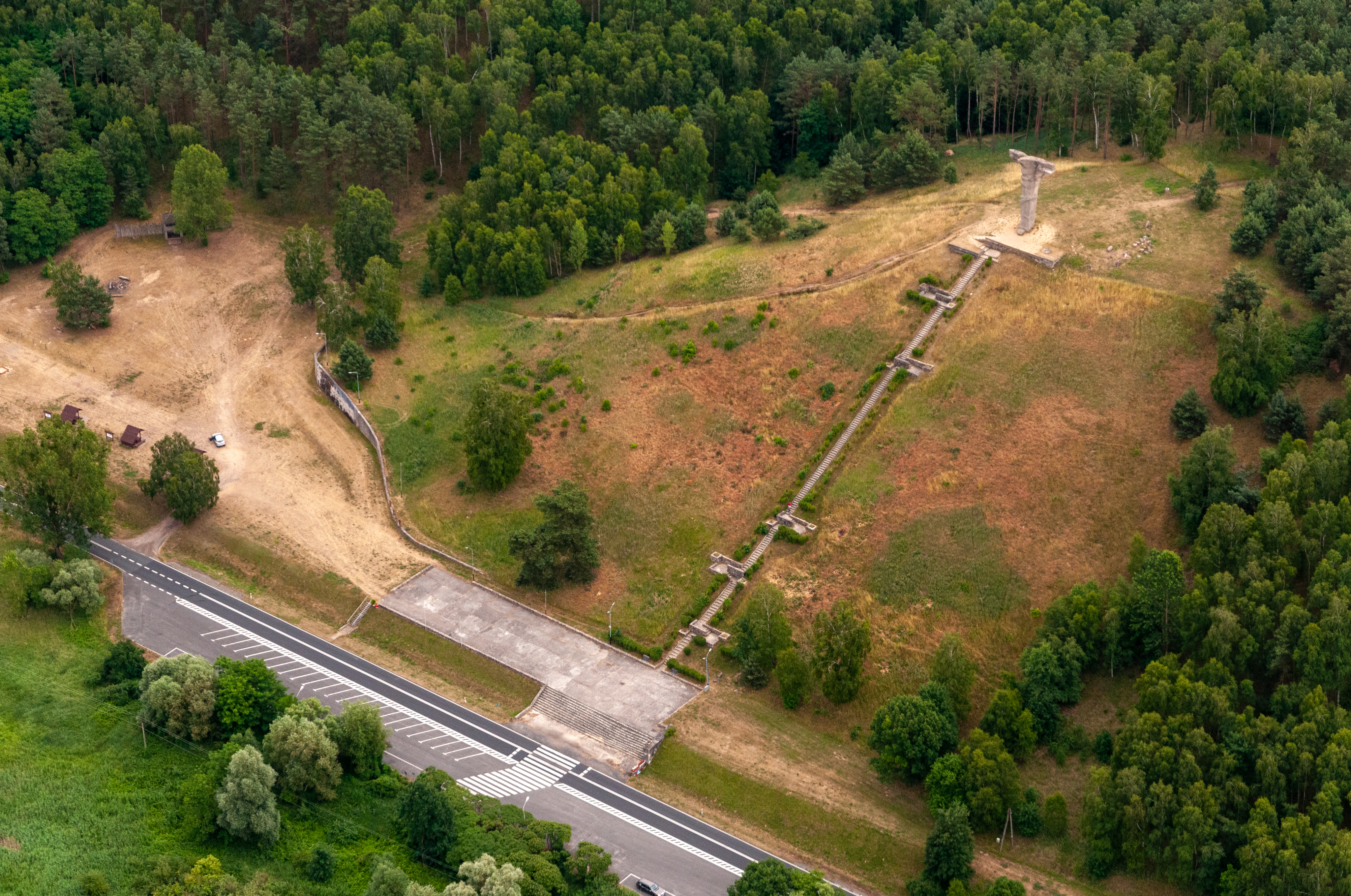
Denkmal für die Schlacht bei Cedynia / Zehden (errichtet 1972)

Am 24. Juni 972 fand bei dem Ort die Schlacht von Zehden statt, in der Czcibor, Bruder des Piastenherzogs, des Herrschers von Polen Mieszko I., die Truppen des Lausitzer Markgrafen Hodo schlug. Zu dieser Zeit wurde der Ort noch Cidin genannt. Um 1187 befand sich bei Zedin wahrscheinlich eine pommersche Burg. Bereits vor dem Übergang des Ortes an die Mark Brandenburg unter den Askaniern um 1250 bestand eine deutsche Siedlung städtischen Charakters, ein Oppidum. Markgraf Albrecht III. belehnte 1299 die von Jagows mit dem Oppidum, die es 1356 dem Zisterzienserinnenkloster Zehden überließen, das schon im 13. Jahrhundert seinen Sitz von Schönfließ in den Ort verlegt hatte. Im 14. Jahrhundert war Zehden ein Mediatstädtchen mit Ratmannen, Schultheiß und Schöffen.
Als nach dem Tod Kaiser Karls IV. im Jahre 1378 die Mark Brandenburg unter den nur noch finanziell interessierten Luxemburgern in Anarchie zu zerfallen drohte, verkauften diese die Neumark und damit auch Zehden dem Deutschen Ritterorden. 1454 erwarb der brandenburgische Kurfürst Friedrich II. aus dem Haus Hohenzollern von dem inzwischen geschwächten Orden die ertragsarme Neumark zurück.
Nach der Reformation bildete 1555 der Kurfürst aus dem Besitz des Klosters, das aufgehoben wurde, das Amt Zehden. 1611 verließen es die letzten Nonnen. Während des Dreißigjährigen Krieges besetzte der schwedische König Gustav II. Adolf 1631 Zehden und richtete dort für einige Zeit sein Hauptquartier ein. 1637 wurde die Stadt zum Kampfgebiet und dabei stark zerstört. Auch das Kloster hatte schwere Schäden erlitten; 1641 ließ Kurfürst Friedrich Wilhelm den Westflügel als barockes Jagdschloss wieder aufbauen. 1699 brach in der Stadt ein Großbrand aus, dem auch die Klosterkirche zum Opfer fiel.
Im Jahre 1818 kam Zehden infolge der Neueinteilung des preußischen Staates zum Kreis Königsberg/Neumark im Regierungsbezirk Frankfurt. Seit 1849 bestanden in Preußen Kreisgerichte. Das Kreisgericht Königsberg Nm. war dem Appellationsgericht Frankfurt a. d. Oder nachgeordnet. In Zehden bestand eine Zweigstelle (Gerichtskommission) des Kreisgerichts Königsberg. Im Rahmen der Reichsjustizgesetze wurden diese Gerichte 1879 aufgehoben. Von 1879 bis 1945 diente das Amtsgericht Zehden als Eingangsgericht.
Zehden erhielt 1850 ein auf den Grundmauern des zerstörten Klosters errichtetes Postamt. Im Zuge der im 19. Jahrhundert begonnenen Industrialisierung entstanden in Zehden eine große Ziegelei und eine Bierbrauerei. Im Jahre 1885 lag die Einwohnerzahl bei 1892, sie sank bis 1910 auf 1533 und stieg bis 1939 wieder auf 1738 an. Anschluss an das jenseits der Oder liegende Eisenbahnnetz erhielt Zehden durch die am 5. Oktober 1930 eröffnete eingleisige Bahnstrecke Freienwalde–Zehden. Im März 1940 litt die Stadt unter einem großen Oderhochwasser, das den Zehdener Bruch und die Bahntrasse überschwemmte.
Gegen Ende des Zweiten Weltkriegs wurde im Februar 1945 bei Kämpfen zwischen der deutschen Wehrmacht und der Roten Armee die Oderbrücke zerstört. Am 3. Februar 1945 eroberte die Rote Armee das zu 45 Prozent zerstörte Zehden und unterstellte es im Mai 1945 der Verwaltung der Volksrepublik Polen. Diese benannte die Stadt in Cedno, später in Cedynia um, vertrieb im Juni 1945 durch die Polnische Volksarmee seine Einwohner und begann, an ihrer Stelle Polen anzusiedeln. Die Bahntrasse wurde bis zur Oder hin abgerissen. Zum tausendjährigen Gedenken an die Schlacht von 972 wurde 1972 am Oderufer ein Denkmal errichtet.
Am 4. November 2012 zerstörte ein Großfeuer etwa ein Drittel der Buden und Lädchen des 1995 unmittelbar an der Oderbrücke eröffneten Polenmarkts Hohenwutzen – Oder Center Berlin. Der Markt konnte zwei Tage später wieder geöffnet werden.

### Demographie
| Jahr | Einwohner | Anmerkungen                                                             |
| ---- | --------- | ----------------------------------------------------------------------- |
| 1750 | 0640      | [ 4 ]                                                                   |
| 1800 | 0947      | [ 4 ]                                                                   |
| 1840 | 1450      | [ 4 ]                                                                   |
| 1850 | 1482      | darunter 42 Juden                                                       |
| 1858 | 1621      | darunter drei Katholiken und 22 Juden                                   |
| 1885 | 1892      |                                                                         |
| 1867 | 1989      | am 3. Dezember                                                          |
| 1871 | 1939      | am 1. Dezember, darunter 1916 Evangelische, sieben Katholiken, 16 Juden |
| 1905 | 1642      | darunter elf Katholiken und neun Juden                                  |
| 1910 | 1533      | am 1. Dezember                                                          |
| 1933 | 1775      | [ 9 ]                                                                   |
| 1939 | 1738      | [ 9 ]                                                                   |
| 1957 | 1040      |                                                                         |

## Verkehr
Die nächstgelegene Stadt östlich der Oder ist Chojna (Königsberg/Neumark), die an der Bahnstrecke Wrocław–Szczecin liegt. Hier befindet sich die Landesstraße 31, auf der die Kreisstadt Gryfino (Greifenhagen) und nach 80 Kilometern die Stadt Szczecin (Stettin) zu erreichen sind.
Die Bahnstrecke Freienwalde–Zehden ist stillgelegt.

## Sehenswürdigkeiten
- Kirche der Geburt der Heiligen Jungfrau Maria, um die Wende vom 13. zum 14. Jahrhundert im gotischen Stil aus Granit erbaut. Auf rechteckigem Grundriss erbaute Halle mit separatem rechteckigen Chor und einem neugotischen Backsteinturm von 1893. Zur Ausstattung der Kirche gehören zwei Grabsteine und ein barocker Kanzelaltar von 1720.
- Das Zisterzienserkloster in Cedynia wurde vor 1248 gegründet und wahrscheinlich vor 1278 erbaut. Später wurde es mehrmals umgebaut und nach der Reformation 1555 aufgelöst. Die letzten Nonnen blieben dort bis 1611, da sich im Gebäude eine Schule für Mädchen adeliger Herkunft befand. Später wird das Kloster zum Amtssitz des brandenburgischen Kurfürsten umgestaltet. 1699 wurde es durch einen Brand zerstört. Es wurde bald wieder aufgebaut. Später wurde es in den Jahren 1811–1870 in ein Landgut umgewandelt. Im Kloster gab es ein Postgasthaus, dann war es bis 1940 wieder Sitz des Gutsbesitzers. Das Kloster wurde 1945 während der Feindseligkeiten von der sowjetischen Armee niedergebrannt. Von 1997 bis 2005 wurde der erhaltene Westflügel von einem privaten Eigentümer unter der Aufsicht des Landesdenkmalpflegers wieder aufgebaut und wird derzeit als Hotel und Restaurant „Klasztor Cedynia“ genutzt.

## Gemeinde Cedynia

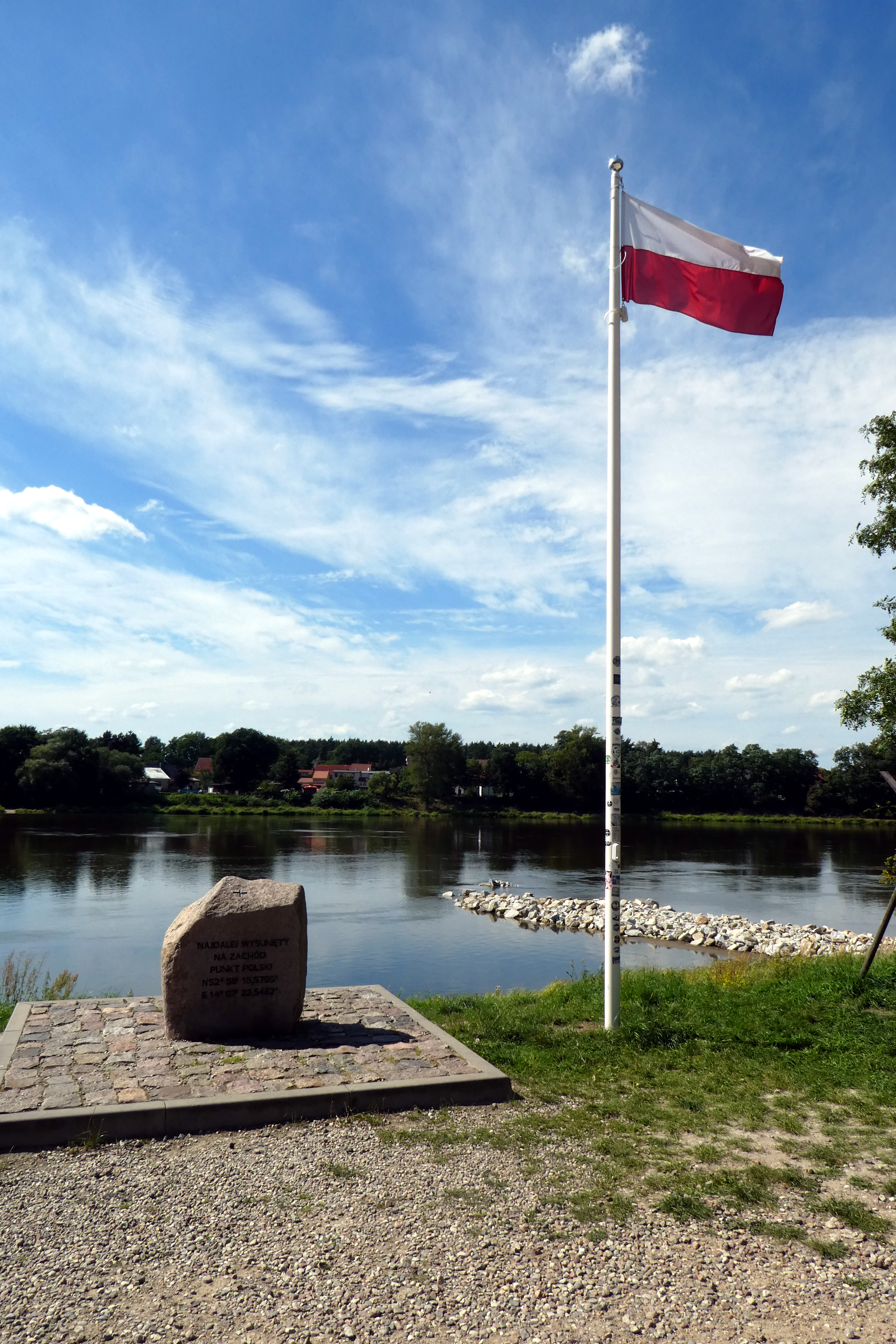
Der westlichste Punkt Polens in der Gemeinde Cedynia

Die Stadt ist Sitz der Stadt- und Landgemeinde (gmina miejsko-wiejska) Cedynia, die sich neben dem gleichnamigen Hauptort in 14 Schulzenämter (sołectwo) gliedert, denen wiederum sechs Ansiedlungen zugeordnet sind. Die Ortsteile und ihre Einwohnerzahlen 2007 sind:
| Ortsteil                             | Einwohner |
| ------------------------------------ | --------- |
| Barcie (Försterei Schneidemühle)     | 01        |
| Bielinek (Bellinchen)                | 225       |
| Czachów (Zachow)                     | 196       |
| Golice (Grüneberg)                   | 145       |
| Lubiechów Dolny (Nieder Lübbichow)   | 192       |
| Lubiechów Górny (Hohen Lübbichow)    | 245       |
| Łukowice (Altenkirchen)              | 118       |
| Markocin (Vorwerk Markentun)         | 09        |
| Niesułów (Neues Vorwerk)             | 034       |
| Orzechów (Wrechow)                   | 128       |
| Osinów Dolny (Niederwutzen)          | 199       |
| Parchnica (Parchnitz)                | 019       |
| Piasecznik (Försterei Klein Peetzig) | 01        |
| Piasek (Peetzig)                     | 475       |
| Radostów (Karlstein)                 | 201       |
| Siekierki (Zäckerick)                | 173       |
| Stara Rudnica (Altrüdnitz)           | 151       |
| Stary Kostrzynek (Altcüstrinchen)    | 104       |
| Trzypole (Försterei Dreipfuhl)       | 0         |
| Żelichów (Dürrenselchow)             | 186       |

Der westlichste Punkt der Gemeinde ist zugleich der westlichste Punkt Polens.

## Persönlichkeiten
- Johann Lüben (1821–1889), Landwirt und Mitglied des Deutschen Reichstags
- Julius Krautz (1843–1921), preußischer Scharfrichter
- Alfred Peyser (1870–1955), HNO-Arzt in Berlin
- Fritz Schönebeck (1903–1978), deutscher Politiker (NDPD)
- Gerhard Oestreich (1910–1978), deutscher Historiker
- Reinhard Strecker (* 8. September 1930), deutscher politischer Aktivist, der die Ausstellung Ungesühnte Nazijustiz initiierte.